# Grafschaft Tengen

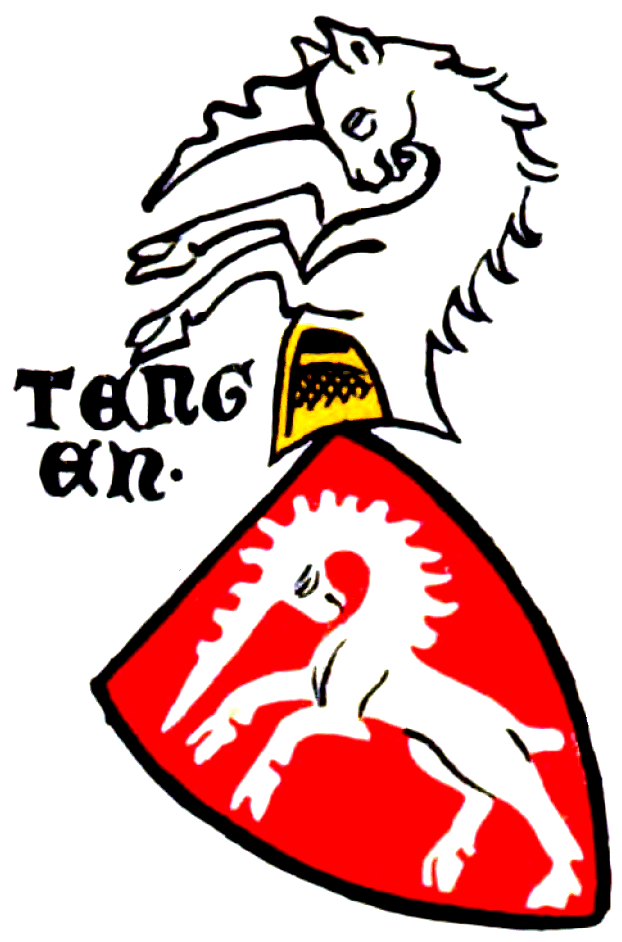
Wappen der Grafen von Tengen in der Zürcher Wappenrolle, ca. 1340

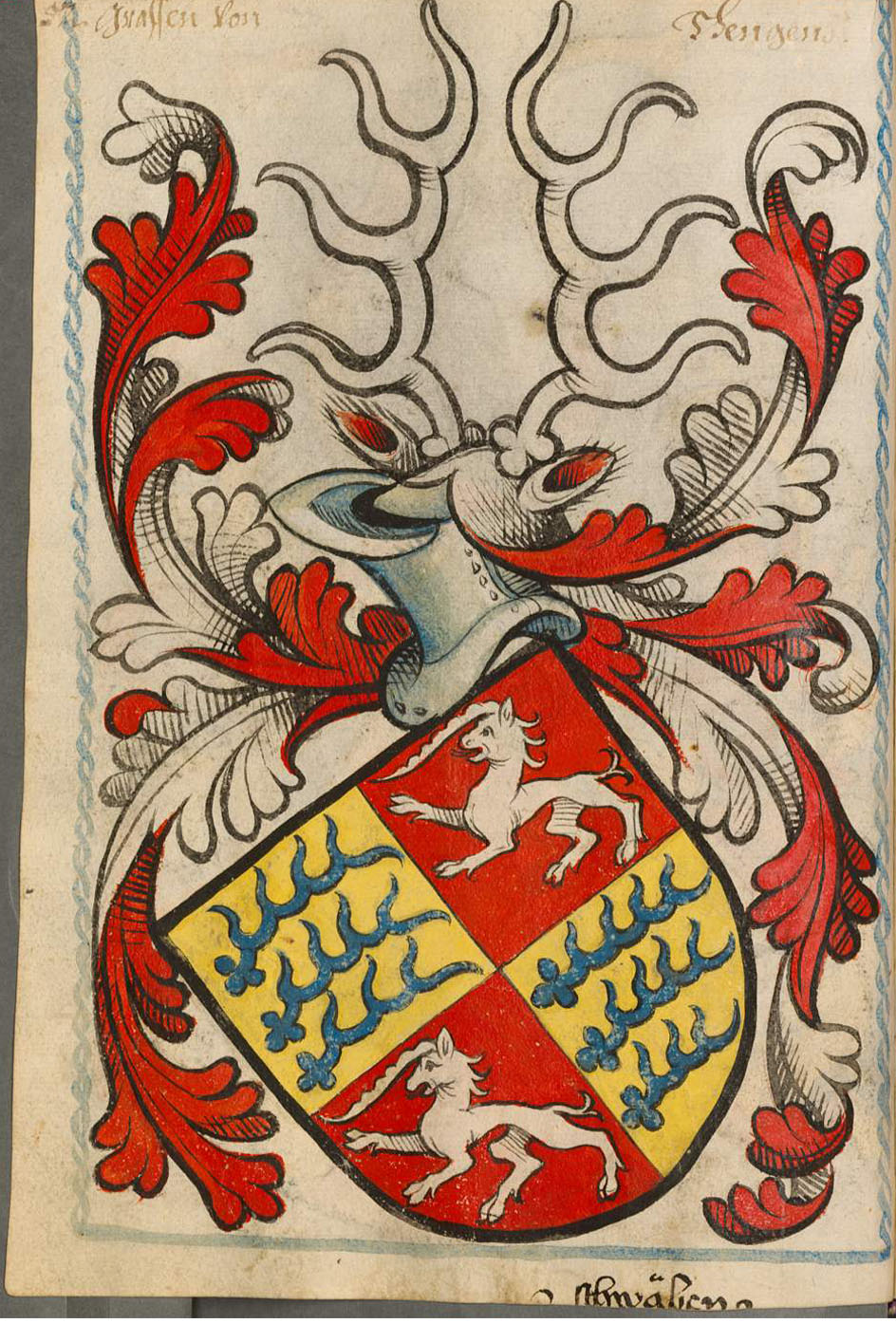
Wappen der Grafen von Tengen und Nellenburg
Scheiblersches Wappenbuch
1450–1480

Die Grafschaft Tengen war eine Grafschaft im Hegau. Als Tengen erstmals in einem Brief als Teingon genannt wurde, gehörte es dem Bischof Salomo II. von Konstanz. Die Herren von Tengen erhielten in der Stauferzeit Stadtrechte und Hohe Gerichtsbarkeit. Tengen war Hauptort der Grafschaft Tengen, die sich in eine vordere und eine hintere Herrschaft aufteilte.
Die vordere Herrschaft verkauften die Herren von Tengen 1275 an die Herren von Klingenberg. 1305 kam sie an Habsburg. 1387 wurde sie an die Klingenberger verpfändet und 1462 kam sie an die Herren von Bodman und von Jungingen. 1488 fiel sie schließlich an die Deutschordensballei Schwaben-Elsass-Burgund (Deutschordenskommende Mainau). Von dort kam sie 1806 an Baden.
Die hintere Herrschaft Tengen kam mit der Hinterstadt und der Burg Tengen durch Verkauf unter Graf Christoph von Nellenburg-Tengen 1522 an Vorderösterreich. 1534 wurde sie mit der zu Vorderösterreich gehörenden Landgrafschaft Nellenburg vereint. Die Landgrafschaft sowie den Herrschaftssitz Nellenburg hatten die Habsburger 1465 von den Herren von Tengen gekauft, die sie seit 1422 besaßen und ab dann Grafen waren. 1651 wurde sie an die von Auersperg verpfändet, die sie 1653 als Lehen erhielten. Im folgenden Jahr wurde sie gefürstete Grafschaft.
Wegen der Grafschaft Tengen besaßen die Fürsten von Auersperg eine Virilstimme im Fürstenrat des Reichstags sowie Sitz und Stimmrecht beim Österreichischen Reichskreis. Die ca. 70 km² große Grafschaft wurde 1806 im Zusammenhang mit der Bildung des Rheinbunds badischer Souveränität standesherrlich untergeordnet und 1811 an das Großherzogtum Baden verkauft.
Als Kuriosum galt lange Zeit der Verenahof, der als sehr kleine Exklave in Schweizer Gebiet lag, aber zum Hoheitsgebiet der Tengener Grafschaft gehörte. Die Stadt Eglisau, eine Gründung derer von Tengen, war bis 1463 in ihrem Besitz. Die Ritter von Bülach waren Dienstmannen der Tengener. 1806 fiel auch der Hof an das Großherzogtum Baden und kam erst im Jahr 1967 durch einen Landtausch zum Schweizer Hoheitsgebiet.

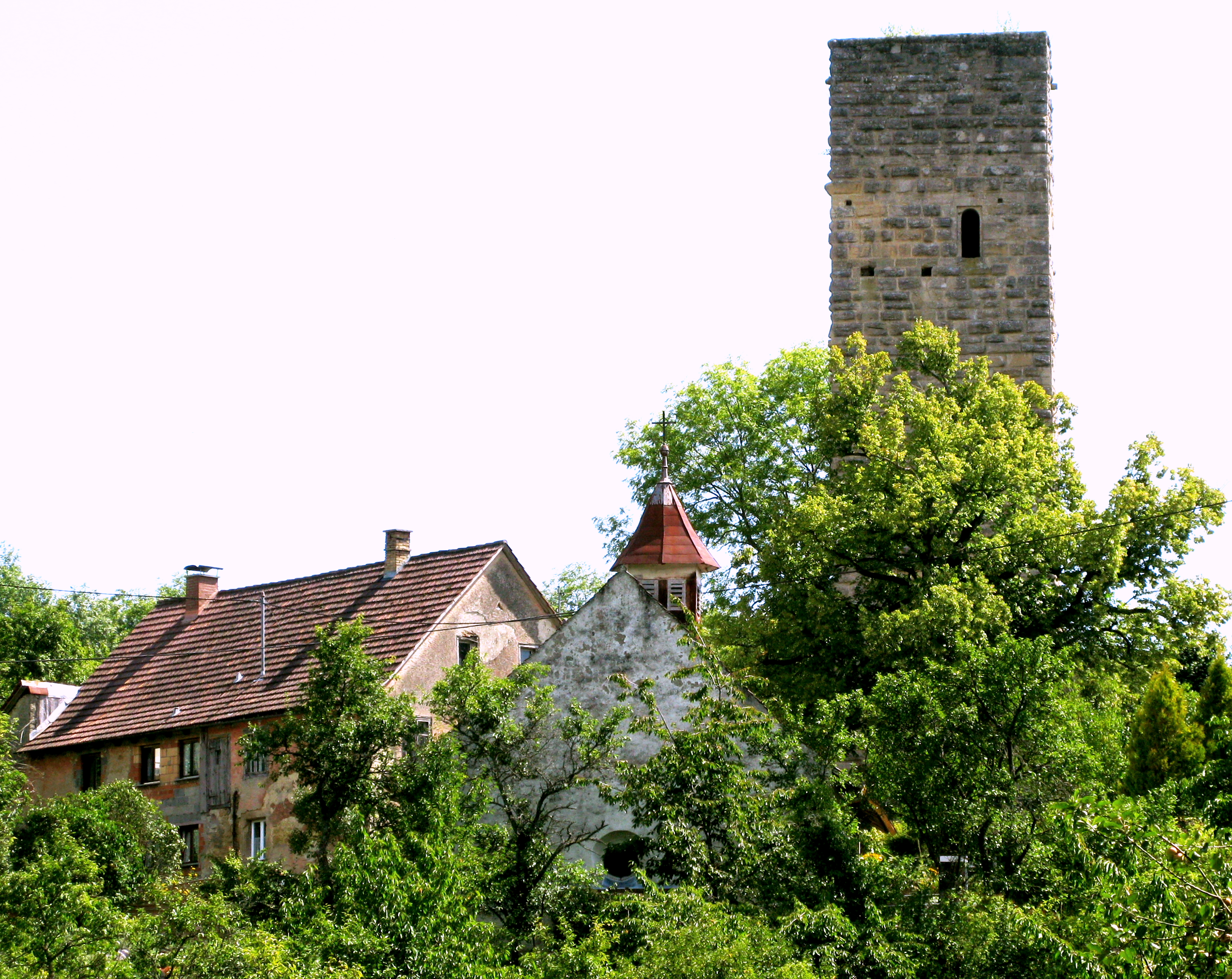
Hinterburg in Tengen